# Alka Sadat
Alka Sadat (en persan : الکا سادات), née en 1988 à Hérat, est une productrice, réalisatrice et caméraman afghane.
Elle devient célèbre avec son premier film de 25 minutes Half Value Life, qui met en lumière l'injustice sociale et la criminalité. Le film remporte plusieurs prix.
Elle est la sœur cadette de Roya Sadat, la première productrice et réalisatrice afghane. Les deux sœurs collaborent à de nombreuses productions cinématographiques à partir de 2004 et jouent un rôle déterminant dans la création de la Roya Film House.
Pour son premier film, elle reçoit le Prix Afghan de la Paix et réalise depuis de nombreux documentaires pour lesquels elle remporte de nombreux prix internationaux en tant que productrice, caméraman et réalisatrice.
Elle participe au "Muslim World: A Short-Film Festival", organisé à la Los Angeles Film School (en), où sont présentés 32 films afghans. En 2013, elle coordonne l'organisation du premier Festival international du film féminin en Afghanistan. Jusqu’à présent, sa contribution à la réalisation cinématographique se traduit par 15 documentaires et un court métrage de fiction.

## Biographie

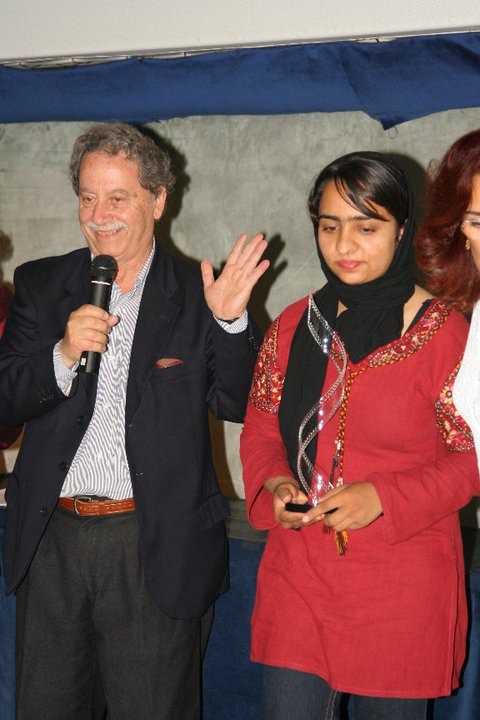
Festival du Film en Italie en 2007

Alka Sadat est née en 1988 à Hérat, en Afghanistan ,à une époque où le régime taliban est en vigueur. Compte tenu des restrictions sévères imposées par les talibans à la liberté des femmes en matière d'éducation et de vie sociale, sa mère décide avec audace d'éduquer ses six filles à la maison. Alka Sadat commence ensuite à assister sa sœur Roya Sadat en tant que costumière dans la réalisation du film de fiction Three Dots, un film de 60 minutes qui met en lumière les tribulations d'une veuve essayant de gagner sa vie dans une atmosphère de trafic de drogue qui prévaut dans le pays. Sa sœur lui conseille alors de réaliser des documentaires. Comme Alka Sadat n'a aucune expérience dans la réalisation de documentaires, elle suit un programme de formation de 14 jours mené par l'Institut allemand Goethe à Kaboul avant de se lancer dans la réalisation.
Son premier court métrage documentaire de 25 minutes intitulé Half-Value Life est réalisé en 2008. Le film met en lumière le rôle de Maria Bashir, la première militante des droits des femmes. Certaines des scènes présentées dans le documentaire concernent des cas de violences familiales et de viols de jeunes mariées,. Pour ce film, elle remporte plusieurs prix au festival du film féministe de Londres en 2013. En tant que réalisatrice, en 2005, elle produit le film We Are Post-modernist pour Babak Payama & Roya Film House, mettant en lumière le sort d'une jeune fille de 14 ans en Afghanistan. En 2008-2009, elle travaille pour la Fondation Pangea et produit A Woman Sings in the Desert, un film documentaire. Alka Sadat participe et présente ses documentaires au "Women's Voices Now Film Festival" organisé à Los Angeles en 2011.
Comme sa sœur Roya, Alka Sadat produit de nombreux films documentaires et reçoit plusieurs prix dans de nombreux festivals de films internationaux. Elle réalise de nombreux films axés sur les problèmes des femmes en Afghanistan. En 2012-2013, en tant que scénariste et réalisatrice, elle réalise trois documentaires pour la Mission d'assistance des Nations Unies en Afghanistan (MANUA) en collaboration avec la radio et la télévision afghane. Ces documentaires mettent en lumière les dix années d'efforts de l'ONU et d'autres agences pour la reconstruction de l'Afghanistan. Ils mettent en lumière les questions liées aux enfants concernant leurs droits, le mariage des enfants, le travail et la maltraitance de ces derniers. Ces documentaires traitent également des droits des femmes et d'autres questions sociales liées à l'éducation, à la police, à la toxicomanie, etc. Elle produit également un documentaire intitulé Afghanistan Night Story, sur les commandos d'élite de l'armée afghane. Un autre documentaire qu'elle publie en 2015 est intitulé Afghanistan Women in 1393 Election (réalisé en 2015), il met en lumière la participation des femmes aux élections. Le dernier prix qu'elle reçoit est au Festival international du film documentaire d'Al Jazeera en 2011.